# Национальный гелиогеофизический комплекс РАН
Национа́льный гелиогеофизи́ческий ко́мплекс РАН — проект национальной системы наблюдения за солнцем, гелиофизический комплекс. Начало реализации проекта было утверждено Постановлением Правительства РФ № 1504 от 26 декабря 2014 года. Руководителем инвестиционного проекта «Национальный гелиогеофизический комплекс Российской академии наук» назначен Гелий Жеребцов.
Базой проекта стал Институт солнечно-земной физики СО РАН. В 2023 году стало известно, что на строительство центра управления и обработки данных выделят 16,7 млрд рублей. Стоимость возведения солнечного телескопа-коронографа, который позволит изучить более тонкие структуры Солнца, оценили в 36,5 млрд рублей.

## Задачи проекта
Основная задача проекта — комплексное изучение физики Солнца и процессов в ионосфере. Одна из частных задач проекта — установка и развёртывание 4-мобильных когерентных радаров на территории России для мониторинга процессов в высокоширотной ионосфере.
Мониторинг космической погоды позволит учёным полнее узнать, как космическая радиация воздействует на биологические объекты и человека — космонавтов и лётчиков высотных самолётов; на аппаратуру космических аппаратов и самолётов; на ЛЭП и связь в высоких широтах; как изменяются условия распространения радиоволн и как они влияют на системы связи, радиолокации и навигации; каким образом нагрев верхней атмосферы изменяет орбиты космических аппаратов и многое другое.
Учёные будут проводить анализ свойств прозрачной среды; производить постоянный всепогодный мониторинг; контроль за околоземным космическим пространство; наблюдение за космическими аппаратами и космическим мусором; исследовать верхнюю атмосферу приземного слоя Земли, дальних областей ионосферы, магнитосферы.
С помощью оборудования и приборов учёные смогут проводить радиоастрономические наблюдения и оптические исследования ближнего космоса; мониторинг атмосферных явлений и процессов, происходящих в средней и верхней атмосфере Земли; получить расширенные и достоверные данные о воздействии солнечного ветра на ионосферу и магнитосферу; детальнее исследовать физику и структуру верхней атмосферы Земли.

## Характеристики проекта
Национальный гелиогеофизический комплекс предположительно должен включать:
- Радиолокационную станцию, которую установят в районе Малого моря, что позволит получать данные из космоса на высоте до 600 км.
- Мезосферно-стратосферный лидар[что?] составят шесть лазеров, которые позволят снимать параметры в приземном слое атмосферы и смогут «просматривать» её на глубину от 100 до 120 км.
- Солнечный телескоп-коронограф КСТ-3 с диаметром зеркала 3 м будет установлен в Саянской солнечной обсерватории возле посёлка Монды в Бурятии.
- Набор оптических инструментов. Оптические инструменты потребуют особых условий при размещении — для точной работы должна отсутствовать городская «подсветка», их установили в Тункинской долине возле села Торы, на территории Геофизической обсерватории ИСЗФ СО РАН[10].
- Для реализации проекта учёные создают аппаратуру для изучения ближнего космоса и околоземного пространства[11]. К ней относится многоволновой радиогелиограф на диапазон частот 3-24 ГГц. Он будет установлен в Тункинской долине урочища Бадары. В 2019 году прошли успешные испытания оборудования для радиогелиографа, стоимость которого составила 2,5 млрд рублей[12].
- Высокочастотная арктическая сеть когерентных ВЧ-радаров (многофункциональный мезосферно-стратосферно-тропосферный радар некогерентного рассеяния, HP-МСТ радар).
- Центр управления и обработки данных разместится в Иркутске.

## Участники проекта
Реализация проекта проходит при поддержке ФАНО России. Проектные работы реализовывались в Бельгии. Подрядчики проекта — концерн «Швабе» и корпорация «Ростех», канадская фирма Keo Scientific, компания VirtualExpo.
Антенное оборудование разработали сотрудники томской научно-производственной фирмы «Микран».
Директор института солнечно-земной физики СО РАН, доктор физико-математических наук Андрей Медведев отметил, что «Национальный гелиогеофизический комплекс направлен на перспективу вывода на приоритетный уровень науки в области солнечно-земных связей».

## Значение
Директор Института солнечно-земной физики СО РАН, доктор физико-математических наук Андрей Медведев отметил:

Каждый из этих исследовательских инструментов уникален и сам по себе, и в комплексе с другими, потому что национальны гелиогеофизический комплекс РАН охватывает всю систему «Солнце — Земля». Таких проектов нет нигде в мире. Например, КСТ поможет решить одну из центральных проблем физики Солнца — создание хороших прогностических моделей солнечного динамо. Формирование зон активности на Солнце, понимание тонкой структуры магнитных полей над этими активными областями, регистрация их с разрешением менее 100 км — это основные направления для прорывных результатов в области получения моделей, которые позволят прогнозировать влияние Солнца на Землю.
— Андрей Медведев